# Пинейру, Биатриш
Биатриш Паеш Минейру да Лемуш (порт. Beatriz Pinheiro; 1871, Визеу, — 1922, Лиссабон), известна также как Биатриш Пиньейру или Биатриш Пиньейру да Лемуш, — португальская поэтесса и интеллектуал, пионер современного движения эмансипации женщин.
Вела и редактировала периодический журнал «Синяя Птица: журнал искусства и критики» (Ave Azul) с поэтом Карлушем де Лемушем, который в то время был её мужем. Множество статей посвятила проблематике женщин и их прав.
Эта «писательница, профессор, феминистка, пацифистка» была выходцем «из мелкой провинциальной буржуазии, родилась в городе Визеу». Дочь Жоакима Антониу Пинейру и Антонии Паиш, она получала формальное образование, посещая начальную и среднюю школу. Получила диплом в области Наук и литературы, и интерес к писательству привел её, ещё студенткой, к работе в академическом журнале «Юность» (Mocidade), основанным её будущим мужем Карлушем де Лемушем, позже стала студентом в Лицее Визеу, в котором, спустя годы, стала профессором. Биатриш и Карлуш вместе возглавили журнал «Синяя Птица», который издавался в течение двух лет: 1899—1900.
Позже присоединилась к Португальской лиге мира. По-прежнему принадлежала к Португальской женской группе исследований, Республиканской лиге португальских женщин и Ассоциации феминистских пропагандистов. В Лиссабоне, 16 ноября 1915 года, она основала масонскую ложу «Fiat Lux». В следующем году, с символическим названием «Клеманс Роджер», стала частью ложи Каролины Анджело, которую она оставила в январе 1920 года".
Сотрудничала с журналом «Женская Душа» (1907—1908) под редакцией Альбертины Рай и Вирджинии Кваресмы, и является автором следующих произведений:
- Вечера посмертные (с — Карлос-де-Лемос). Визеу: Typografia Листа, 1899.
- Гареттские Цветы: дань уважения первому столетию со дня рождения Виконт д’Алмейда Гарретт 1799—1899. Визеу: 1899 года.
- Женщина португальской и европейской войны. Лиссабон: Ассоциация Рекламы Феминистка, 1916.